# Quintela (São Pedro de Alva)
Quintela é uma aldeia da freguesia de São Pedro de Alva, Município de Penacova e do Distrito de Coimbra.
Um dos mais ilustres filhos da terra é Boaventura de Sousa Santos, doutor em sociologia de direito, professor catedrático e grande pensador português.
No segundo domingo do mês de maio realizam-se as Festas em Honra de Nossa Senhora da Saúde, nesta povoação.